# Périgueux XIII
Périgueux  XIII est un ancien club de rugby à XIII français, créé en 1935 et basé à Périgueux.

## Présentation
Le club fait partie de la vague du « néo-rugby », période au cours de laquelle de nombreux clubs de rugby à XIII apparaissent en France, et particulièrement dans le Sud-Ouest, dans les années 1930.
Le club participe au championnat de France de rugby à XIII 1935-1936 dans la poule B composée des clubs de : Racing Club de Roanne XIII, Lyon-Villeurbanne Rhône XIII, Celtic de Paris, Gallia Club Toulousain, XIII Catalan et Racing club Albigeois, la poule A étant formée par : Paris XIII, Bordeaux XIII, Sport Athlétique Villeuvois, Pau XIII, Stade Agenais, Dax XIII, Côte Basque XIII. 
Périgueux XIII jouait sur le stade de l'hippodrome à Chamiers (commune et cité cheminote). 
Le club disparaît en 1941 à la suite du décret d'interdiction du rugby à XIII en France signé par le maréchal Pétain le 19 décembre 1941. Le club n'est jamais reparti.